# Julio César Enciso
Julio César Enciso Ferreira (Capiatá, 1974. augusztus 5. –) paraguayi labdarúgó-középpályás.
A paraguayi válogatott színeiben részt vett az 1998-as labdarúgó-világbajnokságon és a 2004. évi nyári olimpiai játékokon, utóbbin ezüstérmet szereztek.